# Hayley Lewis
Hayley Lewis (n. 2 martie 1974, Brisbane, Queensland, Australia) este o înotătoare ce a reprezentat Australia, medaliată olimpică. A participat la 3 ediții ale Jocurilor Olimpice (1992, 1996, 2000) în care a câștigat două medalii de argint și o medalie de bronz.